# Bateria de Bagdad

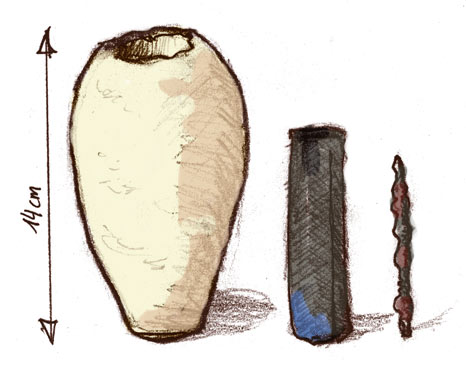
Dibuix de les tres peces de la bateria de Bagdad.

La bateria de Bagdad o pila de Bagdad, de vegades anomenada bateria dels parts, és el nom comú per a un gran nombrre d'artefactes creats a Mesopotàmia, durant les dinasties del període de l'Imperi part o Imperi Sassànida (els primers segles dC), i probablement va ser descobert l'any 1936 a la ciutat de Khuyut Rabbou'a, prop de Bagdad, Iraq. Aquests artefactes van cridar més l'atenció quan, l'any 1938, l'alemany Wilhelm König, que era el director del Museu Nacional d'Iraq, va trobar aquests objectes dins les col·leccions del museu. L'any 1940, König publicà un escrit en què especulava que aquest objectes podrien ser cel·les galvàniques, amb les quals potser s'havien fet, utilitzant l'electricitat, les capes que recobrien d'or o plata alguns objectes. A data de 2012, aquesta interpretació es considera com una possibilitat hipotètica. En cas que la interpretació de König fos correcta, aquests artefactes s'haurien avançat a la invenció, el 1800, de la pila electroquímica d'Alessandro Volta en més d'un mil·lenni.

## Descripció i datació
Els artefactes consten de gerres de terracota d'un 130 mm d'alt (amb una boca d'uns 4 cm), que conté un cilindre de coure fet d'una làmina enrotllada de coure, a l'interior de la qual hi ha una barra de ferro. A dalt, la barra de ferro queda aïllada del coure per taps de betum, i tant la barra com el cilindre s'ajusten dins de l'obertura del flascó, que sobresurt cap a fora, cap al centre. El cilindre de coure no és hermètic, de manera que si el pot estava ple amb un líquid, aquest envoltava també la barra de ferro. L'artefacte havia estat exposat a la intempèrie i havia patit corrosió, encara que lleu, donada la presència d'un electroquímic. Això ha portat alguns a creure que s'havia utilitzat suc de llimona, suc de raïm, o vinagre com una solució àcida per a generar un corrent elèctric a partir de la diferència entre el potencial electroquímic del coure i els elèctrodes de ferro.
König creia que els objectes podrien datar de l'Imperi part (entre els anys 250 aC i 224 dC). No obstant això, segons St. John Simpson, del Museu Britànic, la seva excavació original i el context no estaven ben registrats estratigràficament, per la qual cosa l'evidència per aquest interval de temps és molt feble. D'altra banda, l'estil de la ceràmica és sassànida (224-640).
La majoria dels components dels objectes no són particularment susceptibles per a ser datats amb els mètodes de l'arqueologia. Les gerres de ceràmica podrien ser analitzades pel mètode de la termoluminiscència, però tal cosa encara no s'ha fet.

### Com a bateria elèctrica
El coure i el ferro formen un parell electroquímic i, en presència de qualsevol electròlit, poden donar un voltatge. König observà que molts objectes de plata del jaciment tenien una fina capa d'or i especulà que aquesta capa s'havia aplicat mitjançant l'electricitat proporcionada per aquestes bateries. Després de la Segona Guerra mundial, Willard Gray demostrà que es produïa un corrent elèctric, fent la reconstrucció d'aquestes bateries, quan s'omplien amb suc de raïm. També W. Jansen ho experimentà posant en una cel·la benzoquinona (alguns coleòpters produeixen quinona) i vinagre, i aleshores també va produir electricitat.

### Com a estri no elèctric
Des del punt de vista dels escèptics, els experiments fets en l'actualitat mostren el que és físicament possible, però no el que va ocórrer realment en els temps passats. Entre les objeccions es troben:
- El betum cobreix completament el cilindre de coure, aïllant-lo elèctricament i així no condueix el corrent elèctric.
- No hi ha cables o conductors en el mecanisme.